# Сојуз (ракета-носач)
Сојуз (рус. Союз) је совјетска ракета-носач. Коришћен је за лансирање летелице Сојуз, као део програма Сојуз, у прво време за беспилотне пробне летове, а затим је следило и 19 лансирања са људском посадом. Сојуз је први пут полетео 1966. године.
Ракета је заснована на интерконтиненталном балистичком пројектилу R-7 Семјорка, који је дизајниран од стране Сергеја Корољова. До децембра 2015. лансирано је преко 1850 ракета из фамилије Сојуз.